# Caitlín Brugha

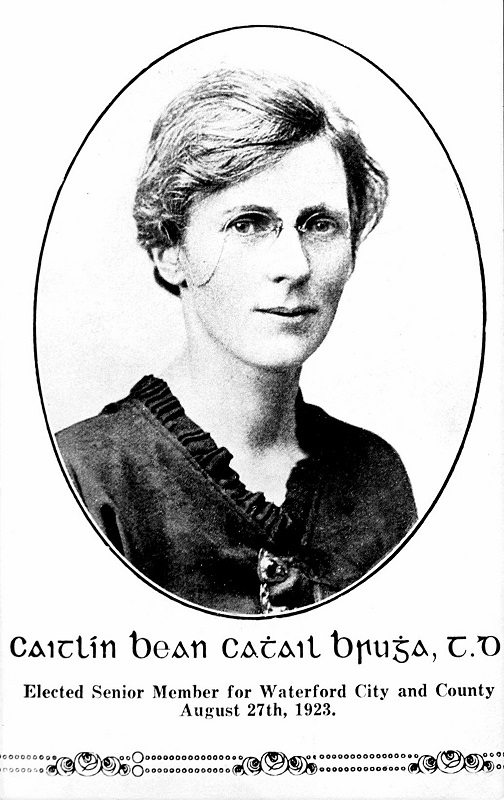
Wahlbekanntmachung 1923: Caitlín Brugha

Caitlín Brugha [ˈkˠatʲlʲiːnʲ bˠɾˠuː] (* 11. Dezember 1879 in Birr, County Offaly, Vereinigtes Königreich von Großbritannien und Irland als Kathleen Mary Kingston; † 1. Dezember 1959 in Dublin) war eine irische Nationalistin. Sie war von 1923 bis 1927 Abgeordnete (Teachta Dála) des Dáil Éireann, des irischen Unterhauses.

## Biografie

### Herkunft und Familie
Kathleen Kingston wurde 1879 in Birr als Tochter des Ladenbesitzers William Kingston und seiner Frau Catherine (geborene Roche) geboren. Die Familie zog 1910 mit ihr nach Dublin. Dort heiratete sie 1912 Cathal Brugha, einen irischen Revolutionär. Beide waren in der Gaelic League aktiv. Cathal Brugha wurde Offizier bei den Irish Volunteers und nahm aktiv am Osteraufstand 1916 teil. Die Familie musste häufiger umziehen. Beide hatten insgesamt sechs Kinder. Caitlín Brugha überlebte eine Erkrankung an der Spanischen Grippe.
Cathal Brugha wurde 1917 Stabschef der IRA. Im selben Jahr wurde ihr Sohn Ruairí Brugha (1917–2006) geboren, der später als Politiker in das Europaparlament einzog. Anstelle von Eamon de Valera wurde Cathal Brugha 2019 der erste Präsident des Dáil Éireann und bildete das Ministry Brugha. Als der Anglo-Irische Vertrag verhandelt wurde, trat er in erbitterte Gegnerschaft. Caitlín vollzog diese Gegnerschaft mit. 1922 kämpfte Cathal Brugha auf der Seite der Vertragsgegner und fiel im Kampf. Seine Witwe musste die sechs minderjährigen Kinder allein aufziehen.

### Eintritt in die Politik
Caitlín Brugha unterstützte ihren Mann. Nach seinem Tod trat sie bei den Wahlen zum Dáil Éireann 1923 im Wahlkreis Waterford für die Sinn Féin an und wurde gewählt.
Entsprechend der Politik der Sinn Féin, der parlamentarischen Versammlung aus Protest fernzubleiben, nahm sie ihren Sitz im Dáil nicht ein. Bei den Wahlen im Juni 1927 konnte sie ihren Sitz verteidigen, als aber der Dáil im September 1927 erneut gewählt werden musste, konnte die Sinn Féin die Kosten nicht mehr aufbringen.

### Nach der Politik
Schon 1924 hatte sie in ihrer Abwesenheit vom Parlament ein Ausstattungsgeschäft als Kingston Limited gegründet. 1941 wurde ihr vorgeworfen, den deutschen Spion Günther Schütz (1912–1991) beherbergt zu haben. Ihre Unterstützung wurde auf den Hass auf alles Britische zurückgeführt.